# Vigilância global
Vigilância global refere-se à prática de espionagem e vigilância globalizada, além das fronteiras internacionais. Um sistema global de vigilância massiva, tem a capacidade de intromissão em comunicações eletrônicas em todo o mundo.
Em junho de 2013, revelações de um sistema de vigilância global pelos Estados Unidos, através da sua agência de segurança NSA, receberam atenção do público a nível mundial. As revelações se baseiam em documentos confidenciais expostos pelo americano Edward Snowden, e mostram em detalhes as atividades de vigilância da NSA e sobre os programas que ate então eram desconhecidos do público mas que têm grandes implicações na privacidade de indivíduos ao redor do mundo.(Para revelações de vigilância global anteriores a 2013, incluindo o Echelon, ver Revelações da Vigilância global (1970–2013)
Na ocasião, junho de 2013, se tornou conhecimento mundial o fato de que os Estados Unidos vêm operando sistemas de monitoramento e vigilância das comunicações eletrônicas em todo o mundo. Os programas de vigilância global têm vários objetivos e capacidades, entre elas a de interceptar comunicações por e-mail, voz, vídeo, fax-símile e qualquer outro meio de comunicação em qualquer parte do mundo.
A montagem do sistema de vigilância global coincide com a construção da hegemonia norte-americana a partir da segunda metade do século XX. Com a perda do poderio econômico estadunidense, a CIA e a NSA, passaram também a espionar empresas estrangeiras e a repassar informações privilegiadas obtidas pelo Echelon às corporações americanas e aos aliados no monitoramento global, os membros do grupo chamado Cinco Olhos ou Five Eyes, a saber: Reino Unido, Irlanda, Austrália, Canadá e Nova Zelândia, que e um sistema geopolítico de espionagem eletrônica dos EUA, controlado pela NSA.